# Nhóm ngôn ngữ German phía Tây
Chi ngôn ngữ German phía Tây là nhóm đa dạng và phổ biến nhất trong ngữ tộc German, hai nhóm còn lại là Chi ngôn ngữ German phía Bắc và Chi ngôn ngữ German phía Đông (đã biến mất).
Ba ngôn ngữ nổi tiếng và phổ biến nhất trong nhóm là tiếng Anh, tiếng Đức, và tiếng Hà Lan. Ngoài ra, nó cũng gồm những ngôn ngữ Thượng Đức và Hạ Đức như tiếng lLuxembourg và tiếng Yiddish, cũng như những ngôn ngữ Franconia và Ingaevon như Frisia, tiếng Scots và tiếng Afrikaans. Thêm vào đó, có nhiều creole, patois, và pidgin hình thành dựa trên tiếng Anh và tiếng Hà Lan.

### Sách tham khảo và đọc thêm
- Adamus, Marian (1962). On the mutual relations between Nordic and other Germanic dialects. Germanica Wratislavensia 7. 115–158.
- Bammesberger, Alfred (Ed.) (1991), Old English Rune and their Continental Background. Heidelberg: Winter.
- Bammesberger, Alfred (1996). The Preterite of Germanic Strong Verbs in Classes Fore and Five, in „North-Western European Language Evolution" 27, 33–43.
- Bremmer, Rolf H., Jr. (2009). An Introduction to Old Frisian. History, Grammar, Reader, Glossary. Amsterdam / Philadelphia: Benjamins Publishing Company.
- Euler, Wolfram (2002/03). "Vom Westgermanischen zum Althochdeutschen" (From West Germanic to Old High German), Sprachaufgliederung im Dialektkontinuum, in Klagenfurter Beiträge zur Sprachwissenschaft, Vol. 28/29, 69–90.
- Euler, Wolfram (2013) Das Westgermanische – von der Herausbildung im 3. bis zur Aufgliederung im 7. Jahrhundert – Analyse und Rekonstruktion (West Germanic: from its Emergence in the 3rd up until its Dissolution in the 7th Century CE: Analyses and Reconstruction). 244 p., in German with English summary, Verlag Inspiration Un Limited, London/Berlin 2013, ISBN 978-3-9812110-7-8.
- Härke, Heinrich (2011). Anglo-Saxon Immigration and Ethnogenesis, in: „Medieval Archaeology" No. 55, 2011, pp. 1–28.
- Hilsberg, Susan (2009). Place-Names and Settlement History. Aspects of Selected Topographical Elements on the Continent and in England, Magister Theses, Universität Leipzig.
- Klein, Thomas (2004). "Im Vorfeld des Althochdeutschen und Altsächsischen" (Prior to Old High German and Old Saxon), in Entstehung des Deutschen. Heidelberg, 241–270.
- Kortlandt, Frederik (2008). Anglo-Frisian, in „North-Western European Language Evolution" 54/55, 265 – 278.
- Looijenga, Jantina Helena (1997). Runes around the North Sea and on the Continent AD 150–700; Text & Contents. Groningen: SSG Uitgeverij.
- Friedrich Maurer (1942), Nordgermanen und Alemannen:  Studien zur germanischen und frühdeutschen Sprachgeschichte, Stammes- und Volkskunde, Strassburg: Hüneburg.
- Mees, Bernard (2002). The Bergakker inscription and the beginnings of Dutch, in „Amsterdamer Beiträge zur älteren Germanistik" 56, 23–26.
- Mottausch, Karl-Heinz (1998). Die reduplizierenden Verben im Nord- und Westgermanischen: Versuch eines Raum-Zeit-Modells, in „North-Western European Language Evolution" 33, 43–91.
- Nielsen, Hans F. (1981). Old English and the Continental Germanic languages. A Survey of Morphological and Phonological Interrelations. Innsbruck: Institut für Sprachwissenschaft. (2nd edition 1985)
- Nielsen, Hans Frede. (2000). Ingwäonisch. In Heinrich Beck et al. (eds.), Reallexikon der Germanischen Altertumskunde (2. Auflage), Band 15, 432–439. Berlin: De Gruyter.
- Page, Raymond I. (1999). An Introduction to English Runes, 2. edition. Woodbridge: Bogdell Press.
- Page, Raymond I. (2001). Frisian Runic Inscriptions, in Horst Munske et al., „Handbuch des Friesischen". Tübingen, 523–530.
- Ringe, Donald R. (2012). Cladistic principles and linguistic reality: the case of West Germanic. In Philomen Probert and Andreas Willi (eds.), Laws and Rules on Indo-European, 33–42. Oxford.
- Ringe, Donald R. and Taylor, Ann (2014). The Development of Old English – A Linguistic History of English, vol. II, 632p. ISBN 978-0199207848. Oxford.
- Robinson, Orrin W. (1992). Old English and Its Closest Relatives. A Survey of the Earliest Germanic Languages. Stanford University Press.
- Seebold, Elmar (1998). "Die Sprache(n) der Germanen in der Zeit der Völkerwanderung" (The Language(s) of the Germanic Peoples during the Migration Period), in E. Koller & H. Laitenberger, Suevos – Schwaben. Das Königreich der Sueben auf der Iberischen Halbinsel (411–585). Tübingen, 11–20.
- Seebold, Elmar (2006). "Westgermanische Sprachen" (West Germanic Languages), in Reallexikon der germanischen Altertumskunde 33, 530–536.
- Stifter, David (2009). "The Proto-Germanic shift *ā > ō and early Germanic linguistic contacts", in Historische Sprachforschung 122, 268–283.
- Stiles, Patrick V. (1995). Remarks on the "Anglo-Frisian" thesis, in „Friesische Studien I". Odense, 177–220.
- Stiles, Patrick V. (2004). Place-adverbs and the development of Proto-Germanic long *ē1 in early West Germanic. In Irma Hyvärinen et al. (Hg.), Etymologie, Entlehnungen und Entwicklungen. Mémoires de la Soc. Néophil. de Helsinki 63. Helsinki. 385–396.
- Stiles, Patrick V. (2013). The Pan-West Germanic Isoglosses and the Subrelationships of West Germanic to Other Branches. In Unity and Diversity in West Germanic, I. Special issue of NOWELE 66:1 (2013), Nielsen, Hans Frede and Patrick V. Stiles (eds.), 5 ff.
- Voyles, Joseph B. (1992). Early Germanic Grammar: pre-, proto-, and post-Germanic Language. San Diego: Academic Press

Bản mẫu:Germanic languages
Bản mẫu:Germanic philology